# 红外截止滤波片
红外截止滤光片（又叫红外滤光片或吸热过滤片）是一种应用于过滤红外波段的滤镜。比如装在白炽光灯的设备上（如：幻灯片、投影机）可以阻挡不必要的热度灼伤镜头，装在固态电子器件(CCD或CMOS)的摄影机上，可以阻止红外线穿过摄像机的镜头造成图片失真。典型的红外滤镜通常以蓝色镜片为主，但仍会阻隔可见光波段较长的红光。

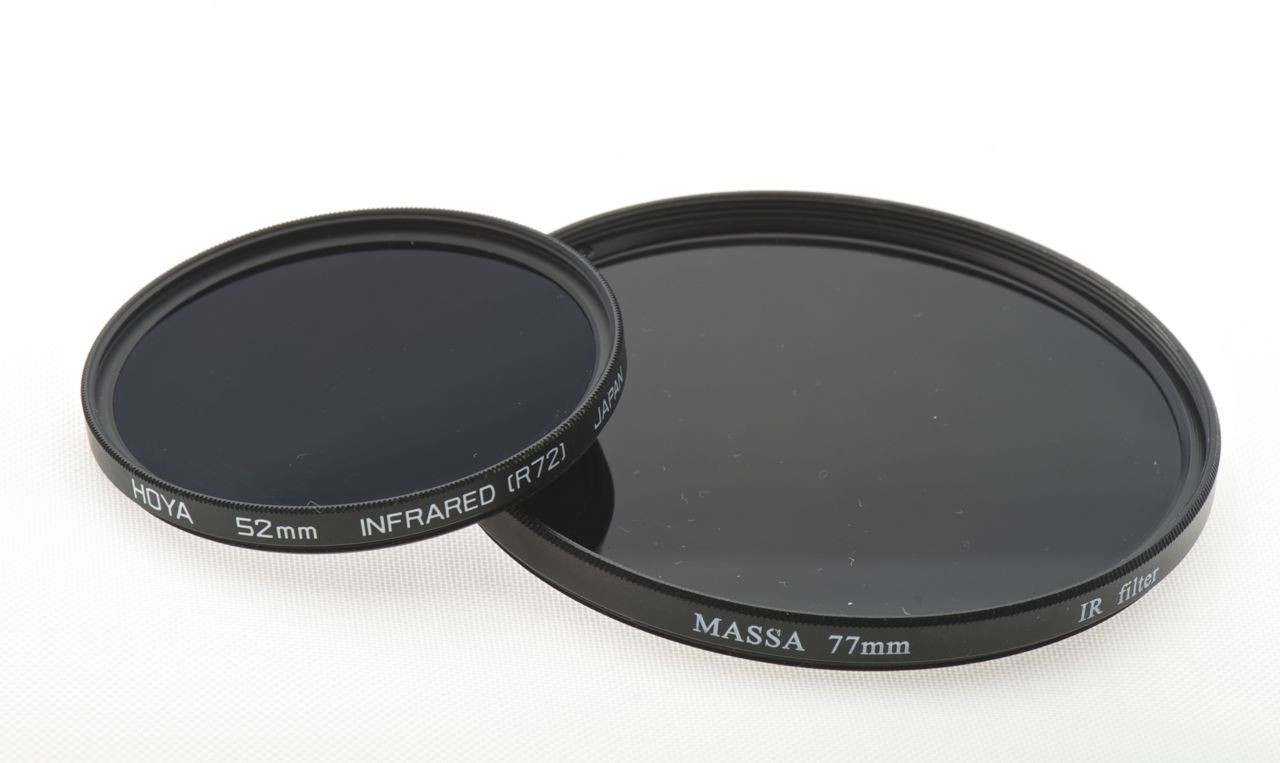
红外截止滤光片，摄影用